# رودولف كريستيان بوتغر
رودولف كريستيان بوتغر (بالألمانية: Rudolf Christian Böttger) هو كيميائي ألماني مختص في الكيمياء اللاعضوية، عاش في القرن التاسع عشر في الفترة ما بين سنتي 1806-1881.
أجرى بوتغر أبحاثه في جامعة غوته في فرانكفورت، وينسب إليه اكتشاف نترو السيليلوز سنة 1846، بشكل مستقل مع كريستيان فريدريش شونباين. بالإضافة إلى ذلك تمكن بوتغر في سنة 1859 من تحضير مركب أسيتيليد النحاس الأحادي، وهو أول مركب عضوي للنحاس.